# Un individ suspect
Un individ suspect (în sârbă Сумњиво лице) este o piesă de teatru de comedie de Branislav Nušić. Piesa prezintă corupția funcționarilor de stat din Serbia. A fost ecranizată în 1954 și în 1979.